# Primo Broseghini
Primo Broseghini (Fundão, 30 de setembro de 1923 — Osasco, 24 de outubro de 2019) foi um ex-militar e político brasileiro. Exerceu os cargos de vereador e prefeito no município de Osasco, São Paulo.
Serviu na Segunda Guerra Mundial como sargento da Força Expedicionária Brasileira na Itália e foi condecorado com medalha de guerra. Exerceu o mandato de vereador por cinco legislaturas consecutivas, de 1962 a 1982, pelo Partido Democrata Cristão e pela ARENA. Com as renúncias de Guaçu Piteri do cargo de prefeito de Osasco e de João Gilberto Port do de vice-prefeito, para assumir respectivamente as funções de deputado federal e deputado estadual, Primo Broseghini, então presidente da Câmara Municipal, tomou posse como prefeito em 16 de junho de 1982 ficando até janeiro de 1983. Foi durante sua gestão que Osasco recebeu, pela primeira vez em sua história, a visita oficial de um presidente da República, o general João Baptista Figueiredo, que descerrou inclusive uma placa alusiva a sua visita na sede da prefeitura.

## Morte
Faleceu em Osasco aos 96 anos deixando a esposa Maria Abib Broseghini com quem era casado há quase 70 anos. Foi sepultado no Cemitério Municipal Bela Vista, em Osasco.